# 邦托松古

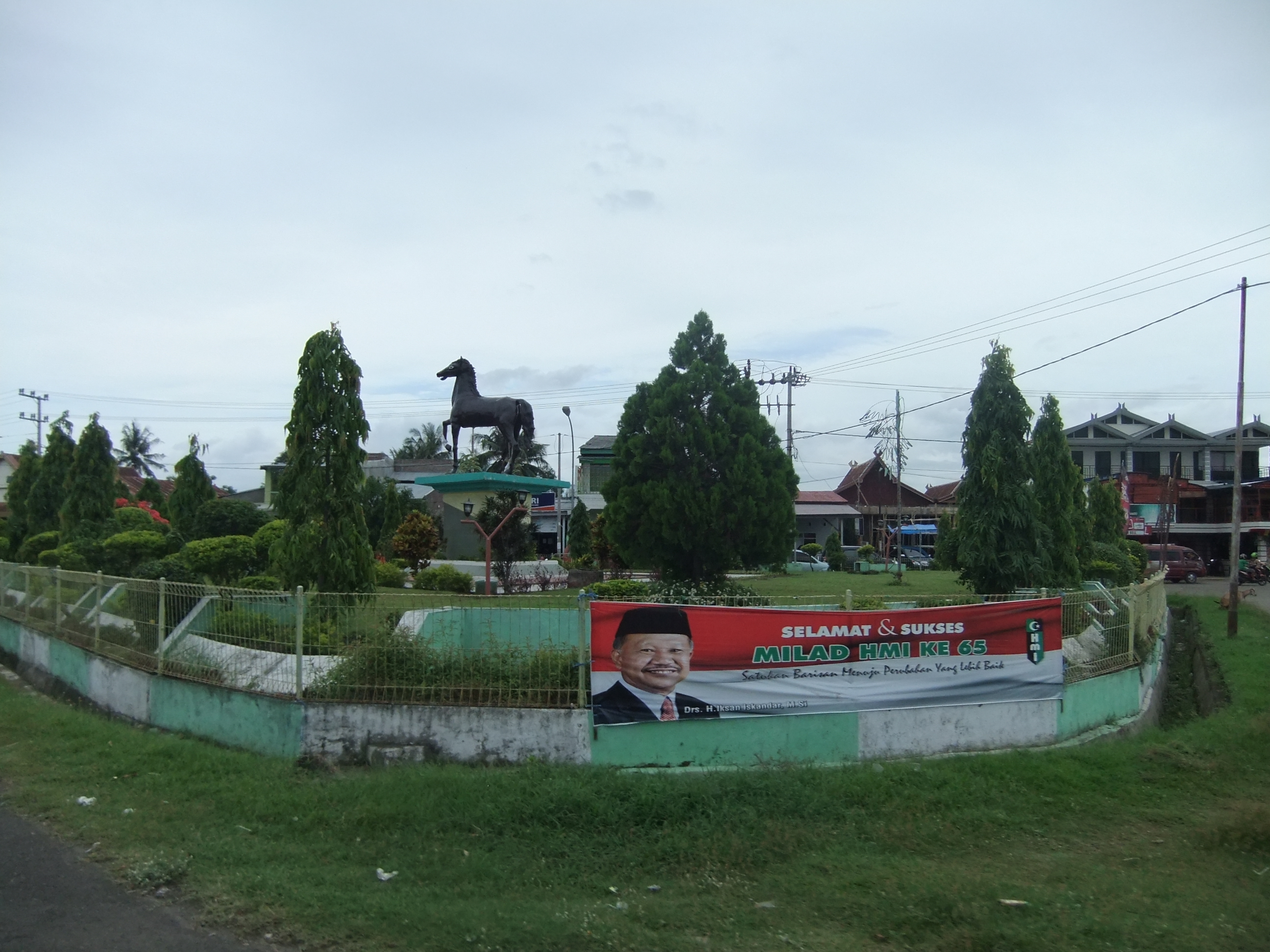
马纪念碑

邦托松古（Bontosunggu）是印度尼西亚南苏拉威西省的一个城镇，是杰尼彭托县的县治所在，位于苏拉威西岛南半岛南端。2010年统计，邦托松古所在的比纳穆区（Kecamatan Binamu）共有52,520人。

## 资料来源
1. ↑  Biro Pusat Statistik, Jakarta, 2011.